# Coloratura (chanson)
 (juillet 2024).
La mise en forme du texte ne suit pas les recommandations de Wikipédia : il faut le « wikifier ».
Les points d'amélioration suivants sont les cas les plus fréquents. Le détail des points à revoir est peut-être précisé sur la page de discussion.
- Les titres sont pré-formatés par le logiciel. Ils ne sont ni en capitales, ni en gras.
- Le texte ne doit pas être écrit en capitales (les noms de famille non plus), ni en gras, ni en italique, ni en « petit »…
- Le gras n'est utilisé que pour surligner le titre de l'article dans l'introduction, une seule fois.
- L'italique est rarement utilisé : mots en langue étrangère, titres d'œuvres, noms de bateaux, etc.
- Les citations ne sont pas en italique mais en corps de texte normal. Elles sont entourées par des guillemets français : « et ».
- Les listes à puces sont à éviter, des paragraphes rédigés étant largement préférés. Les tableaux sont à réserver à la présentation de données structurées (résultats, etc.).
- Les appels de note de bas de page (petits chiffres en exposant, introduits par l'outil «  Source ») sont à placer entre la fin de phrase et le point final[comme ça].
- Les liens internes (vers d'autres articles de Wikipédia) sont à choisir avec parcimonie. Créez des liens vers des articles approfondissant le sujet. Les termes génériques sans rapport avec le sujet sont à éviter, ainsi que les répétitions de liens vers un même terme.
- Les liens externes sont à placer uniquement dans une section « Liens externes », à la fin de l'article. Ces liens sont à choisir avec parcimonie suivant les règles définies. Si un lien sert de source à l'article, son insertion dans le texte est à faire par les notes de bas de page.
- La présentation des références doit suivre les conventions bibliographiques. Il est recommandé d'utiliser les modèles {{Ouvrage}}, {{Chapitre}}, {{Article}}, {{Lien web}} et/ou {{Bibliographie}}. Le mode d'édition visuel peut mettre en forme automatiquement les références.
- Insérer une infobox (cadre d'informations à droite) n'est pas obligatoire pour parachever la mise en page.

Pour une aide détaillée, merci de consulter Aide:Wikification.
Si vous pensez que ces points ont été résolus, vous pouvez retirer ce bandeau et améliorer la mise en forme d'un autre article.
Albums de Coldplay
Everyday Life Moon Music
Pistes de Music of the Spheres
Infinity Sign
Coloratura est une chanson du groupe de rock britannique Coldplay tirée de leur neuvième album studio, Music of the Spheres . Il est sorti le 23 juillet 2021 en tant que single promotionnel en prévision du disque, étant également son morceau de clôture. Produite par Max Martin, Oscar Holter et Bill Rahko  la chanson est la plus longue jamais sortie par le groupe, d'une durée de 10 minutes et 18 secondes.

## Contexte
Le 20 juillet 2021, Coldplay a annoncé via ses réseaux sociaux qu'un nouvel album, Music of the Spheres, sortirait d'ici la fin de l'année. Dans le même communiqué, ils ont mentionné que le morceau de clôture allait sortir dans trois jours, tandis que le single suivant de " Higher Power " arriverait en septembre. Une vidéo lyrique a été publiée avec la chanson ; il a été réalisé par Pilar Zeta et Victor Scorrano, mettant en vedette la nébuleuse fictive nommée d'après la chanson.

## Réception et critiques
"Coloratura" a reçu un accueil unanime de la critique. Matt Doria de NME a fait l'éloge du morceau pour « faire écho aux vibrations prog-rock rhapsodiques de Pink Floyd autour de Dark Side of the Moon » et a également noté qu'il marque « une étape ambitieuse en territoire inexploré pour Coldplay, sans toutefois s'éloigner trop de [leur ] tarif standard". Écrivant pour Rolling Stone, Daniel Kreps a décrit la chanson comme une « épopée spatiale » et un « voyage multi-suites dans le cosmos, avec Chris Martin vérifiant les noms des corps célestes [...] tout au long de son voyage vers les étoiles ».
Will Hodgkinson du Times le considérait comme une « vision avant-gardiste d'une utopie mélodique avec des nuances de Pink Floyd à leur plus grand espoir ». Jeremy Levine de PopMatters a félicité le morceau pour avoir pris « beaucoup de risques structurels qui lui permettent d'atteindre un niveau d'intimité surprenant. C'est encore un peu exagéré sur le plan lyrique, mais les variations de ton, ainsi que l'utilisation culminante du l'instrumentation rétro du groupe, nous laisse avec un éclat de l'éclat de Coldplay". Neil Z. Yeung d'AllMusic a commenté que "bien qu'ils terminent généralement leurs albums sur une note grandiose et édifiante, ["Coloratura"] remporte le prix de l'ambition et de la beauté pure".
Ella Kemp, écrivant pour Rolling Stone UK, a déclaré que la chanson "pourrait être la chose la plus éblouissante que Coldplay ait jamais faite, une expérience tentaculaire à la Pink Floyd qui rapporte infiniment". Ahad Sanwari du magazine V a mentionné que "seul Coldplay, de nos jours, penserait" faisons un morceau de plus de dix minutes ", et quand même, d'une manière ou d'une autre [...] être capable de le réaliser". Il a également fait l'éloge du groupe en notant que "[ils] maîtrisaient clairement l'art de créer une atmosphère et une ambiance spécifiques à travers leur musique". Le morceau a également été répertorié parmi les meilleures chansons de l'année par Dansende Beren, RadioEins, et Tonspion . 

## Personnel
Personnel adapté de Parlophone UK présenté sur YouTube.
Coldplay
- Chris Martin – chant, piano, guitare acoustique
- Jonny Buckland – guitare, claviers
- Guy Berryman – basse
- Will Champion – batterie, percussions, chœurs

Personnel supplémentaire
- Davide Rossi – cordes
- John Metcalfe – cordes
- Jon Hopkins – claviers
- Max Martin – claviers supplémentaires, programmeur de batterie, chant supplémentaire, producteur
- Bill Rahko - thérémine, producteur
- Dan Green - programmeur
- Oscar Holter – claviers, programmeur de batterie, producteur
- Cherif Hashizume – programmeur supplémentaire
- Paris Strother – synthétiseur
- Rik Simpson – claviers supplémentaires, chant supplémentaire
- Randy Merrill – maître

## Charts
| Charts (2021)                                            | Peak position |
| -------------------------------------------------------- | ------------- |
| Tableau de téléchargement des singles Britanniques (OCC) | 65            |
| US Hot Rock et Chansons Alternatives (Billboard)         | 34            |